# A Posteriori
Az A Posteriori az Enigma német zenei projekt hatodik stúdióalbuma. Az albumot 2006 decemberében Grammy-díjra jelölték legjobb new age album kategóriában.
Az előző stúdióalbummal, a Voyageurrel ellentétben ezen az albumon csak minimális mértékben szerepelnek a projekt jellegzetes hangjai; csak az úgynevezett „Enigma-kürt” hallható röviden az album elején. Az album fő témája a Tejút és az Androméda galaxisok összeütközése, emiatt a korábbi albumoknál sötétebb, baljósabb hangulatú. Az A posteriori latin kifejezés, jelentése: „a tény után”; az empirikus, tapasztalaton alapuló tudásra utal.

## Áttekintés

### Történet
Az album címét és a dallistát 2006. július 18-án tette közzé először a Crocodile-Music.de híroldala és az EnigmaMusic.com fórumán, az albumborítót pedig tíz nappal később hozták nyilvánosságra. Az albumról elsőként a Hello and Welcome dalt ismerhette meg a hallgatóság, ez még 2006-ban jelent meg, különálló kislemezként. Az Enigma menedzsmentje közölte, hogy az albumon a dal új változata fog szerepelni, az album első kislemeze pedig a Goodbye Milky Way lesz.

### Felvételek
Az A posteriori volt az Enigma első albuma, melyet Cretu új 5.1-es, teljesen komputerizált mobil zenei stúdiója, az Alchemist segítségével vett fel. Ezt maga Michael Cretu tervezte, és rengeteget segített neki az ötleteket hanggá alakítani.

## Számlista
Minden dalt Michael Cretu írt, és ő volt a producere is.
| 1.    | Eppur si muove            | 3:41 |
| 2.    | Feel Me Heaven            | 4:50 |
| 3.    | Dreaming of Andromeda     | 4:26 |
| 4.    | Dancing with Mephisto     | 4:25 |
| 5.    | Northern Lights           | 3:39 |
| 6.    | Invisible Love            | 4:55 |
| 7.    | Message from Io           | 3:09 |
| 8.    | Hello and Welcome         | 5:08 |
| 9.    | 20.000 Miles over the Sea | 4:23 |
| 10.   | Sitting on the Moon       | 4:21 |
| 11.   | The Alchemist             | 4:41 |
| 12.   | Goodbye Milky Way         | 5:58 |
| 53:36 |                           |      |

Az iTunes Store-ban pár remix is megjelent:
- Eppur si muove (Tocadisco Remix) – 6:39
- Dreaming of Andromeda (Jean F. Cochois Remix) – 7:28
- 20.000 Miles over the Sea (Boca Junior Remix) – 7:07
- The Alchemist (The Alchemist's Vision by Ralf Hildenbeutel) – 7:17

### A posterioriPrivate Lounge Remix
Az A posteriori Private Lounge Remix album Németországban 2007. március 18-án, Európa többi részén március 26-án jelent meg az iTunes-on.
| 1.      | Eppur si muove (Tocadisco remix 2)                          | 6:11 |
| 2.      | Feel Me Heaven (Boca Junior remix)                          | 6:24 |
| 3.      | Dreaming of Andromeda (Jean F. Cochois remix)               | 7:29 |
| 4.      | Dancing with Mephisto (Boca Junior remix)                   | 5:28 |
| 5.      | Northern Lights (Boca Junior remix)                         | 5:41 |
| 6.      | Invisible Love (Boca Junior remix)                          | 5:45 |
| 7.      | Message from Io (Boca Junior remix)                         | 5:33 |
| 8.      | The Alchemist (Christian Geller remix)                      | 6:54 |
| 9.      | 20.000 Miles over the Sea (Boca Junior remix)               | 7:08 |
| 10.     | Voyageur (Boca Junior remix)                                | 5:31 |
| 11.     | The Alchemist (The Alchemist's Vision by Ralf Hildenbeutel) | 7:16 |
| 12.     | Goodbye Milky Way (Boca Junior remix)                       | 5:10 |
| 1:14:30 |                                                             |      |

## Közreműködők
- Michael Cretu – ének, dalszöveg, hangmérnök, producer

További közreműködők
- Hang – Andru Donalds (8. szám)
- Narráció – Louisa Stanley (4. és 12. szám)

## A kiadás története
| Régió       | Időpont              |
| ----------- | -------------------- |
| Németország | 2006. szeptember 22. |
| Világszerte | 2006. szeptember 25. |

## Helyezések
| Slágerlista (2006)                  | Legmagasabb helyezés |
| ----------------------------------- | -------------------- |
| Európa                              | 32                   |
| Ausztria                            | 17                   |
| Egyesült Királyság                  | 115                  |
| Franciaország                       | 98                   |
| Görögország                         | 3                    |
| Hollandia                           | 8                    |
| Lengyelország                       | 44                   |
| Magyarország                        | 24                   |
| Németország                         | 16                   |
| Olaszország                         | 32                   |
| Portugália                          | 28                   |
| Spanyolország                       | 82                   |
| Svájc                               | 24                   |
| Szlovákia                           | 35                   |
| Törökország                         | 8                    |
| Csehország                          | 34                   |
| USA Billboard Top 200               | 95                   |
| USA Billboard Top Electronic Albums | 3                    |

## Minősítések
| Ország      | Minősítés |
| ----------- | --------- |
| Oroszország | Platina   |

## Fordítás
Ez a szócikk részben vagy egészben  az   A Posteriori című angol Wikipédia-szócikk ezen változatának fordításán alapul.  Az eredeti cikk szerkesztőit annak laptörténete sorolja fel. Ez a jelzés csupán a megfogalmazás eredetét és a szerzői jogokat jelzi, nem szolgál a cikkben szereplő információk forrásmegjelöléseként.